# Contador Geiger

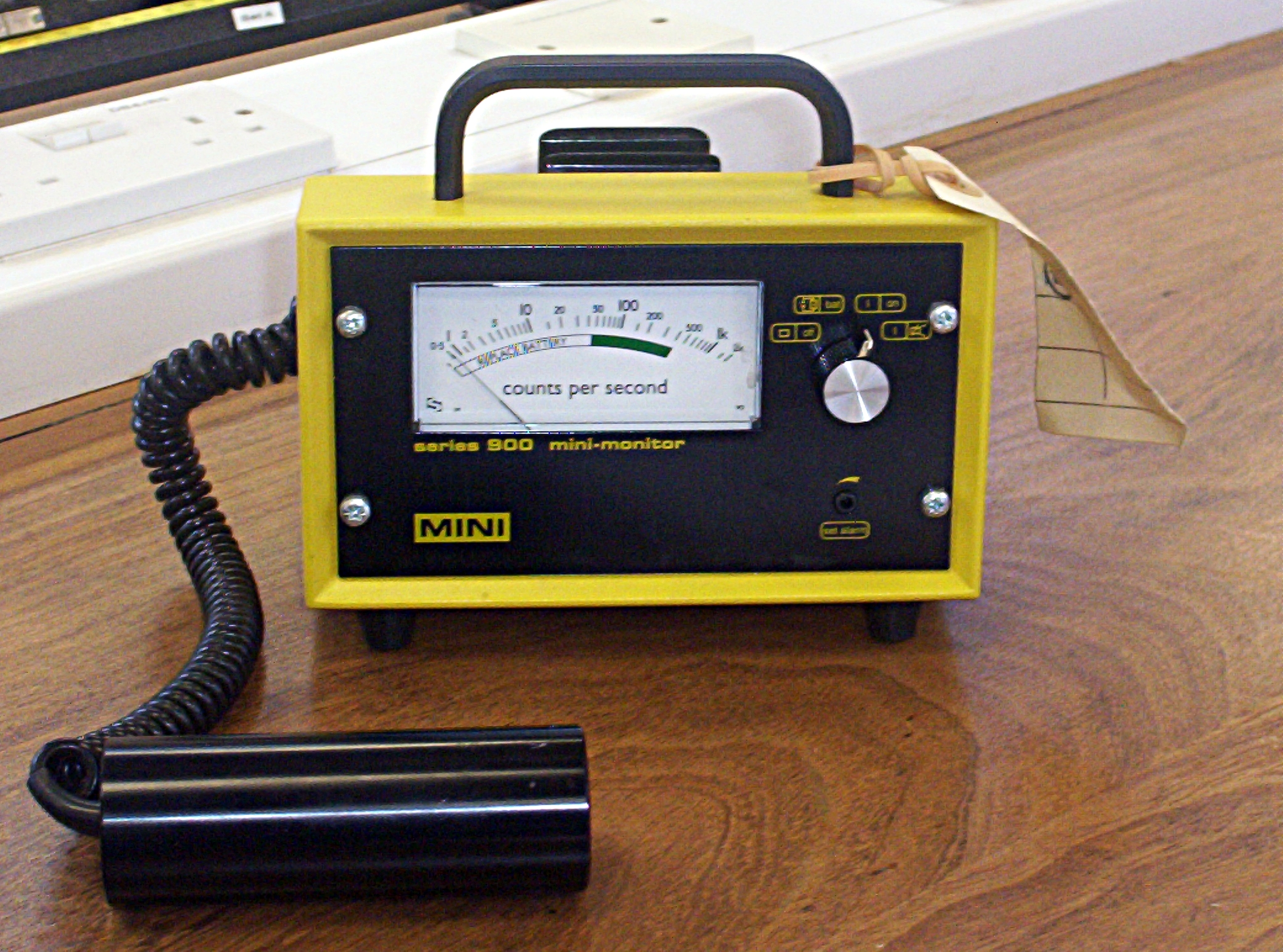
Um contador Geiger moderno

O contador Geiger (também contador Geiger-Müller ou contador G-M) serve para medir certas radiações ionizantes (partículas alfa, beta ou radiação gama e raios-X, mas não os nêutrons). Este instrumento de medida, cujo princípio foi imaginado por volta de 1913 por Hans Geiger, foi aperfeiçoado por Geiger e Walther Müller em 1928.
O contador Geiger é constituído de um tubo Geiger-Müller e de um sistema de amplificação e de registro do sinal. O tubo Geiger-Müller, uma câmara metálica cilíndrica em cujo eixo é estendido um fino fio metálico, é enchido por um gás a baixa pressão. Uma tensão elétrica da ordem de 1000 volts é estabelecida entre o cilindro (que tem papel de cátodo) e o fio (ânodo).
Quando uma radiação ionizante penetra no contador, ela ioniza o gás, isto é, faz com que elétrons sejam liberados. Esses elétrons se multiplicam rapidamente por avalancha eletrônica, tornando o gás condutor durante um curto tempo (fenômeno de descarga elétrica). Após amplificação, o sinal elétrico assim produzido é registrado e traduzido para uma indicação visual (agulha, lâmpada) ou sonora (clique).
Os contadores G-M não diferenciam os tipos de radiação que neles chegam; somente registram o valor de contagens total, sendo essa sua principal desvantagem.

## História
Hans Geiger estudou física na Universidade de Munique e serviu uma temporada no exército alemão antes de prosseguir estudos de pós-graduação em Erlangen, obtendo seu doutorado em 1906. No ano seguinte ele se mudou para a Inglaterra para se tornar assistente de laboratório de Rutherford na Universidade de Manchester. Hans Geiger e Ernest Marsden em 1909, ao realizarem o experimento da folha de ouro sob a supervisão de Rutherford, dispararam um feixe de partículas alfa (núcleos de hélio) contra camadas de folhas de ouro com apenas alguns átomos de espessura, o que posteriormente levou ao modelo atômico de Rutherford. Porém, não havia um método eficiente para medir as cintilações, e em 1911 ele inventou um dispositivo para contar partículas alfa radioativas. Utilizou um tubo de Crookes como sendo um dos elétrodos, e um fio fino no meio do tubo, como um segundo elétrodo. Quando fosse aplicada uma tensão, qualquer radiação alfa que passasse pelo gás ionizado daria origem a uma avalancha de elétrons que poderia ser medida. 
Em 1914, Geiger retornou à Alemanha, onde teve que servir durante a guerra. Após essa passagem, Geiger e um de seus alunos de doutorado, Walther Müller, melhoraram o dispositivo original, tornando-o mais eficiente, ágil, durável e portátil. Ao contrário da versão anterior que podia detectar apenas partículas alfa, o novo e melhorado contador Geiger-Müller poderia detectar vários tipos de radiação ionizante. 

## Funcionamento

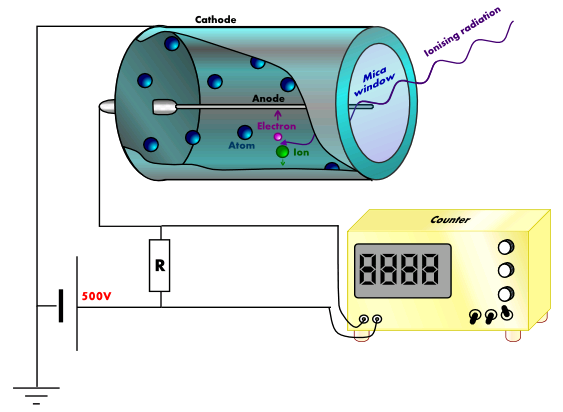
Esquema de um Contador G-M

Basicamente esses dispositivos consistem em um cilindro de metal fechado em ambas as extremidades, uma das quais é fechada com uma película fina (geralmente mica), que constitui a janela do detector. No eixo do cilindro é colocado um fio metálico rígido e o interior do tubo é preenchido com uma mistura de um gás inerte a baixa pressão (em geral argônio) e um gás de congelamento, que pode ser vapor de um composto orgânico ou de halogênio, cuja função é inibir a ionização desenfreada do gás. Entre o fio central (ânodo) e o corpo cilíndrico (cátodo) é aplicada uma grande diferença de potencial. Quando uma radiação entra no detector, o gás é ionizado, provocando a formação de íons e elétrons livres. O forte campo elétrico criado entre os eletrodos do tubo acelera os íons positivos em direção ao cátodo e os elétrons em direção ao ânodo. Perto do ânodo, na "região de avalancha", os elétrons ganham energia suficiente para ionizar moléculas adicionais do gás e criar um grande número de avalanchas de elétrons que se espalham ao longo do ânodo e de forma eficaz em toda a região da avalancha. Este é o "efeito de multiplicação de gás ", que dá ao tubo a sua principal característica de ser capaz de produzir um impulso de saída significativo de um único evento ionizante, gerando assim um pulso elétrico que é registrado no circuito contador.
Sabendo-se que a eficiência de um contador está relacionada com a sua capacidade de converter os pulsos recebidos em sinais de medição, é importante avaliar a eficiência do tubo contador GM para que se possam ter medidas confiáveis da radiação a que se está exposto. Essa eficiência depende de uma série de fatores, intrínsecos e extrínsecos ao contador, como o tempo-morto, que é o tempo necessário para que se restabeleça a diferença de potencial do contador e possa haver uma nova avalancha mensurável, absorções que podem ocorrer antes que a radiação penetre no tubo, a posição relativa fonte-detector e o retroespalhamento de partículas por materiais existentes na proximidade do tubo, entre outras.

## Região Geiger-Müller e Tempo morto
Os métodos de detecção de radioatividade se baseiam na interação das partículas carregadas ou da radiação eletromagnética com a matéria, destacando-se entre esses métodos, os que as baseiam na ionização de gases, como os contadores proporcionais, câmaras de ionização e tubos Geiger-Müller, por sua simplicidade e praticidade. 
Nesses dispositivos, quando uma partícula eletricamente carregada ou um fóton de alta energia penetra no compartimento de detecção (tubo) onde está o gás, há a ionização das moléculas do mesmo, criando pares elétron-cátion. Se uma diferença de potencial é aplicada entre dois eletrodos nesse gás, o campo elétrico gerado leva à separação desses pares, conduzindo os cátions para o cátodo e os elétrons para o ânodo, resultando assim no colhimento de carga pelos eletrodos.

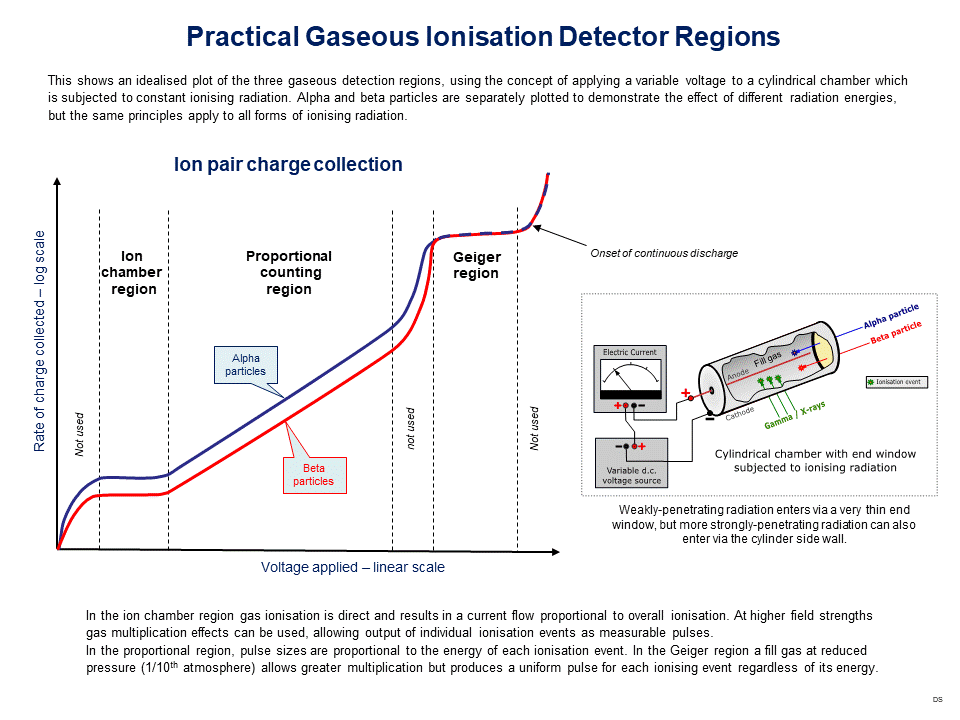
Variação da intensidade do sinal de resposta em função da tensão aplicada e regiões de operação de diferentes detectores de ionização de gás

No entanto, como os elétrons possuem uma massa muito inferior à dos cátions, atingem mais rapidamente o ânodo, podendo, nesse processo, em função da diferença de potencial aplicada, ganhar energia cinética suficiente para provocarem mais ionizações durante o seu trajeto, a chamada ionização secundária. Inicia-se assim um processo de multiplicação de cargas.
Se a diferença de potencial aplicada ao tubo for suficientemente elevada, há a perda da proporcionalidade entre a energia da partícula inicial e a amplitude do sinal de saída. Nessa região, chamada de região Geiger-Müller, que é onde opera esse tipo de contador. Mesmo que a partícula incidente produza uma ionização pequena, a ionização secundária espalha-se por todo o gás, produzindo uma avalancha de elétrons e gerando assim um pulso elétrico mensurável(descarga de Geiger). 
Ainda, se a diferença de potencial aplicada nos eletrodos for muito elevada, pode-se entrar numa região de descarga contínua, o que pode danificar de forma permanente o tubo. Na figura ao lado, observa-se a intensidade do pulso em função da tensão aplicada, demarcando-se as regiões de operação de cada tipo de detector de ionização de gás. 
Nos detectores Geiger-Müller, logo após uma descarga de Geiger, o campo elétrico no interior do tubo é reduzido devido ao acúmulo de cátions, os quais, por sua maior massa e consequente menor mobilidade, demoram mais para chegar ao cátodo que os elétrons ao ânodo. Durante esse tempo, da ordem de 50 a 100 μs, o chamado “tempo morto” {\displaystyle \tau }, se outro evento ionizante ocorrer, o novo pulso não será observado pois a multiplicação do gás estará impedida. 
Além disso, se durante a migração dos cátions o campo elétrico tiver sido restaurado a ponto de permitir uma nova descarga, mas não plenamente recomposto a seu valor inicial, o novo pulso terá amplitude inferior à do pulso inicial e poderá não ser contabilizado. Assim, o tempo necessário para que o contador produza duas descargas de mesma intensidade é chamado de tempo de recuperação {\displaystyle t_{r}}.  
Nesse tipo de detector, se uma amostra radioativa é posicionada na janela do tubo e a tensão do mesmo varia lentamente, em pequenos intervalos, desde baixas tensões, o tubo somente começa a contar quando atinge a “tensão de partida”, na qual a avalancha de elétrons é capaz de começar a produzir um sinal. Se a diferença de potencial for aumentada após esse ponto, a taxa de contagens aumenta a rapidamente e então se estabiliza na região de potencial conhecida como limiar de Geiger. Passada essa região, o aumento na tensão leva a incrementos muito pequenos na taxa de contagem, constituindo assim um patamar, o qual, idealmente não deve ter uma inclinação apreciável e cujo fim se dá quando o aumento da diferença de potencial produz um novo acréscimo acentuado do número de contagens, indicando que a região de descarga contínua foi atingida.

## Circuito e Gás de Quenching
Em dispositivos contadores que contenham gases puros, os íons positivos podem migrar por um longo caminho, antes de serem neutralizados ao chegar ao cátodo, onde se combinam com os elétrons do metal. Existem dois mecanismos através dos quais um elétron adicional pode ser emitido como resultado desta neutralização: 
1. a diferença de energia entre o potencial de ionização do íon e a função de trabalho do cátodo pode ser irradiada como um fóton que pode libertar um fotoelétron;
2. ou a diferença de energia pode ser usada diretamente na liberação de um elétron do catodo.

Este elétron adicional resultará em outra descarga, ao menos que algo previna isso, ou seja, que esse processo seja extinto (quenching).
Essa descarga múltipla pode ser evitada através do circuito externo ao tubo GM. O circuito causará o quenching, desde que a resistência do circuito seja aumentada para cerca de {\displaystyle 10^{8}} ohms ou maior. Com esta disposição, a tensão entre o cátodo e o coletor cai abaixo do valor necessário para manter a descarga, por causa do acumulo de elétrons no colector. Isto é possível pelo fato de que a constante de tempo do circuito de entrada é longo quando comparado com o tempo de recolhimento dos íons positivos. Este circuito tem a grande desvantagem de ter longos tempos de resolução, estes sendo da ordem de milissegundos ou superior. 
No presente momento, os tubos convencionais com um circuito capaz de fazer o quenching externamente deram lugar aos tubos com gás de quenching, ou seja, quenching interno. Esses tubos possuem uma pequena percentagem de um gás de quenching além do gás principal de preenchimento. Existem, basicamente, dois tipos de tubos de quenching interno em utilização: os orgânico-quenching e os halogênio-quenching.
Um composição típica de um tubo orgânico-quenching é de Argônio à uma pressão parcial de 90 mmHg e de álcool etílico à uma pressão parcial de 10 mmHg. Durante a migração dos íons positivos para o cátodo, os íons de argônio, com um potencial de ionização de {\displaystyle 15,7\ volts} colidem com moléculas de álcool com um potencial de ionização de {\displaystyle 11,3\ volts}. Por causa da diferença de potenciais de ionização, a carga é transferida para as moléculas de álcool. Portanto, apenas os íons álcool atingem o cátodo a fim de serem neutralizados. A energia liberada quando isso ocorre vai para a dissociação moléculas de álcool em vez de produzir ionização. Desta maneira múltiplas descargas são impedidas.